# سید محمد صحفی
سید محمد صحفی (زاده ۱۵تیرماه ۱۳۳۵قم) نویسنده، فعال سیاسی اصلاح‌طلب و مدیر ارشد فرهنگی ایران است. وی در دولت محمد خاتمی معاون امور مطبوعاتی و تبلیغاتی وزارت ارشاد، مشاور وزیر نفت و مدیرکل روابط عمومی وزارت نفت و پیش از آن هشت سال رئیس مرکز هنرهای تجسمی و سرپرست موزه هنرهای معاصر تهران بوده‌است. وی عضو هیئت علمی پژوهشگاه صنعت نفت ایران و رئیس مرکز نشر این مرکز علمی و پژوهشی بوده است.

## زندگی
بر اساس مشخصات شناسنامه ای سید محمد صحفی ۱۵ تیر ۱۳۳۵ در قم متولد شده اما به گفته خودش روز تولد حقیقی وی ۲۰ فروردین ماه ۱۳۳۷ است. پدر و مادرش اصالتاً اهل قم و خانواده او از سمت پدر به روحانیون مشهور قم منتسب بودند. پدر وی مرحوم سید علی صحفی صاحب کتابفروشی صحفی قم از قدیمی تر ین کتابفروشی‌های این شهرو دارای سابقهٔ بیش از ۷۰ سال است.  جد وی مرحوم حجت‌الاسلام حاج سید محمد صحفی امام جماعت مسجد جامع قم و تولیت مدرسه علمیه رضویه از مدارس علوم دینی قدیم قم بوده‌است.
محمد صحفی سال ۵۷ دیپلم ریاضی را از دبیرستان حکیم نظامی قم اخذ کرد و با پیروزی انقلاب اسلامی به تهران آمد و در این شهر ساکن شد. سپس داوطبانه به جهاد سازندگی پیوست و در منطقه اورامانات کرمانشاه به اجرای برنامه‌های فرهنگی و آموزشی اشتغال پیدا کرد. وی پس از وقوع جنگ ایران و عراق و در دوره استانداری سید محمد غرضی در استان خوزستان، مدیرکل ارشاد این استان شد (۱۳۵۹تا ۱۳۶۰). سپس با حکم بیژن زنگنه معاون امور فرهنگی وزارت ارشاد (دوره عبدالمجید معادیخواه) معاون اداره کل تبلیغات و انتشارات این وزارت خانه شد. صحفی سپس به دعوت محمد غرضی وزیر نفت دولت میرحسین موسوی به وزارت نفت رفت و طی سال‌های ۱۳۶۲تا ۱۳۶۹ رئیس روابط عمومی وزارت نفت شد. در زمان تصدی صحفی مرکز آرشیو سمعی و بصری شرکت ملی نفت ایران تأسیس، نشریه خبری تحلیلی" پیک نفت" راه اندازی و فیلم‌های مستند متعددی تولید و کتاب"صنعت نفت ایران و جنگ " منتشر شد.
وی در سال ۱۳۶۹ رئیس مرکز هنرهای تجسمی و سرپرست موزه هنرهای معاصر تهران شد. مدیریت وی که در وزارت ارشاد محمد خاتمی آغاز شده بود با وزارت علی لاریجانی، مصطفی میرسلیم و عطاء الله مهاجرانی تداوم یافت. در دوره تصدی وی توسعه هنرهای تجسمی در کشور شتاب گرفت. مجوز تأسیس ده‌ها نگارخانه در کلانشهر تهران و شهرستانهای ایران صادر شد و پایه‌گذاری دوسالانه‌های نقاشی، گرافیک، مجسمه‌سازی، نگارگری ایرانی، عکس، سفال معاصر و جشنواره خوشنویسی جهان اسلام، جشنواره‌های استانی هنرهای تجسمی، نمایشگاه و کارگاه نقاشی اختصاصی زنان نقاش آسیا با همکاری یونسکو و نیز برگزاری فستیوال هنر ایران در دوسلدورف آلمان با حضور ۱۴۰ هنرمند ایرانی از جمله آنها است. در این دوره همچنین آثار فراوانی از هنرمندان مشهور ایرانی به گنجینه موزه هنرهای معاصر افزوده شد و برنامه معاوضه تابلوی معروف ویلیام دکونینگ با نسخه قدیمی شاهنامه طهماسبی که -در اختیار یک کلکسیونر انگلیسی بود- به انجام رسید.
در سال ۱۳۷۶ صحفی با حکم بیژن زنگنه وزیر نفت، مشاور وزیر و مدیر کل روابط عمومی وزرات نفت شد.در زمان تصدی وی هفته نامه" مشعل" با رویکرد تازه انتشار یافت، نمایشگاه بین‌المللی نفت، گاز و پتروشیمی معروف به "اویل شو" با حضور صدها شرکت ایرانی و بین‌المللی برگزار شد، انتشارات روابط عمومی رونق گرفت، موزه صنعت نفت ایران تأسیس شد، گردهمایی‌های ادواری به نام " هم اندیشی مدیران ارشد صنعت نفت " دایر گردید و ارتباط رسانه‌های ایرانی و غیر ایرانی با این اداره کل تقویت شد. صحفی در دولت دوم خاتمی با حکم احمد مسجد جامعی، معاون امور مطبوعاتی و تبلیغاتی وزارت ارشاد شد در این دوره برغم فشارهای فزاینده برای اعمال محدودیت بر مطبوعات و حرفه روزنامه‌نگاری، حدود ۱۰۰۰مجوز جدید برای تأسیس روزنامه، مجله و نشریه‌های سراسری و استانی صادر گردید و اقدامات دیگری از جمله برگزاری نمایشگاه مطبوعات و خبرگزاریها، پرداخت یارانه به روزنامه‌ها و مجلات فرهنگی و هنری و مطبوعات استانی گسترش یافت. گزارش رویدادهای این دوره به قلم وی در کتاب "مطبوعات ایران، جستاری در راهبردها و چالش‌های مطبوعات ایران" منتشر شده‌است. از رویدادهای خبرساز این دوره می‌توان به مرگ زهرا کاظمی خبرنگار ایرانی – کانادایی، درگیری فیزیکی بین عیسی سحرخیز و غلامحسین محسنی اژه ای نماینده قوه قضاییه ایران در هیئت نظارت بر مطبوعات، پوشش خبری امدادرسانی به آسیب دیدگان زلزله بم در استان کرمان با حضور حدود ۵۰۰ خبرنگار و شبکه‌های رادیو تلویزیونی جهانی اشاره کرد. صحفی ریاست کمیته تحقیق پرونده مرگ زهرا کاظمی را بر عهده داشت. نظام بخشی به رسانه‌ها نیز از طریق تدوین "لایحه قانونی شورای مطبوعات"،" میثاق اصول اخلاقی حرفه روزنامه نگاری"، سند " توسعه مطبوعات" صورت پذیرفت. صحفی پس از ریاست جمهوری محمود احمدی‌نژاد (۱۳۸۴) از مقام خود استعفا کرد و تا سال ۱۳۹۵عضو هیئت علمی پژوهشگاه صنعت نفت بود. در این دوره وی عضو هیئت رئیسه پژوهشگاه و رئیس مرکز نشر این مرکز علمی و پژوهشی بود  انتشار بیش از یکصد کتاب علمی و پژوهشی حاصل این دوره بوده‌است. همچنین وی جزو رد صلاحیت شدگان اصلاح طلب در انتخابات مجلس شورای اسلامی سال ۱۳۹۴ بود.

## تحصیلات
- کارشناسی طراحی گرافیک دانشگاه هنر، تهران
- کارشناسی ارشد مدیریت امور فرهنگی دانشگاه آزاد اسلامی، واحد علوم وتحقیقات
- دکتری مدیریت استراتژیک دانشگاه عالی دفاع

## سمت‌ها
- مشاور رئیس، عضو هیئت رئیسه و عضو شورای پژوهشی پژوهشگاه صنعت نفت ۱۳۹۵–۱۳۸۴
- رئیس مرکز نشر پژوهشگاه صنعت نفت ۱۳۹۵–۱۳۸۴
- معاون وزیر فرهنگ و ارشاد اسلامی – در امور مطبوعاتی و اطلاع‌رسانی ۱۳۸۴–۱۳۸۱
- رئیس مرکز استاندارد و تحقیقات انرژی – پژوهشگاه صنعت نفت ۱۳۸۱–۱۳۸۰
- مشاور وزیر نفت و مدیر کل روابط عمومی- وزارت نفت ۱۳۸۰–۱۳۷۶
- رئیس مرکز هنرهای تجسمی- وزارت فرهنگ و ارشاد اسلامی ۱۳۷۶–۱۳۶۹
- مدیر فستیوال هنر ایران در آلمان- (دوسلدورف) ۱۳۷۰
- مدیر کنفرانس‌های «هنرهای تجسمی، نگارگری، گرافیک، خوشنویسی و …» ۱۳۷۶–۱۳۷۲
- عضو کمیته هنرهای تجسمی " UNESCO " ا۱۳۷۶–۱۳۷۲
- دبیر کارگاه پژوهشی هنرهای تجسمی زنان آسیا (به درخواست کمیسیون ملی یونسکو) بهمن‌ماه ۱۳۷۶
- رئیس روابط عمومی و ارشاد وزارت نفت ۱۳۶۹–۱۳۶۲
- رئیس کمیته علمی- پژوهشی و مطالعات تاریخی بزرگداشت یکصدسالگی صنعت نفت ایران اردیبهشت ۱۳۸۷
- عضو هیئت مدیره و نایب رئیس «انجمن مدیریت راهبردی ایران» ۱۳۹۳–۱۳۸۷
- دبیر کمیته علمی (بخش مدیریت) چهاردهمین همایش بین‌المللی نفت، گاز و پتروشیمی ۱۳۸۹–۱۳۸۸
- مدیر مسئول ماهنامه «پیک نفت» و «مشعل» (ارگان رسمی وزارت نفت) ۱۳۸۰–۱۳۷۶و ۱۳۶۹–۱۳۶۲
- مدیر مسئول هفته نامه اقتصادی - اجتماعی و فرهنگی "نگاره" از ۱۳۸۳
- مدیرمسئول فصلنامه علمی-پژوهشی «مطالعات مدیریت راهبردی» ۱۳۹۳–۱۳۸۸
- عضو کمیته علمی هفتمین کنفرانس بین‌المللی مدیریت استراتژیک ۱۳۸۹–۱۳۸۸
- دبیر همایش بین‌المللی PPS - منطقه آسیا و اقیانوسیه، جزیره کیش ۱۳۹۰–۱۳۸۹
- مدیر مسوول ماهنامه نفت و نیروی ایرانیان از ۱۳۹۴تا کنون
- عضو هیئت مدیره باشگاه نفت و نیروی ایرانیان از ۱۳۹۴تا کنون
- عضو هیئت مدیره شبکه ملی موسسات نیکوکاری کشور از ۱۳۹۷ تاکنون

## تالیفات
- ژئوپلیتیک فرهنگی و مسئله امنیت ملی - نشر شمسا- ۱۳۸۰
- نگاه ایرانی به مطبوعات عربی - نشر رسانه - ۱۳۸۲
- مدیریت مطبوعات، جستاری در چالش‌ها و راهبردها - نشر روزنه – ۱۳۸۳
- مدیریت مالکیت فکری در پژوهش نفت - نشر شمسا- ۱۳۸۶
- رسانه و تجربه تکثرگرایی (گفتار و نوشتار در مسایل مطبوعات، فرهنگ و هنر) - نشر شمسا- ۱۳۸۷
- پژوهش نفت (رویکردی نو به قلمرو تحقیق و توسعه صنعت نفت) - نشر پژوهشگاه- ۱۳۸۸
- نکته‌های اقتصاد و فرهنگ - نشر شمسا ۱۳۸۸

## گردآوری
- ایران، آب، نیرو، طبیعت - روابط عمومی وزارت نیرو - ۱۳۷۴
- کالبد شکافی سرمایه گذاریهای صنعت نفت - نشر کویر- ۱۳۷۹
- بم شهری که بود - موسسه نشرآوران – ۱۳۸۳
- بام شکسته بم - موسسه نشرآوران- ۱۳۸۳
- جوانه‌های بم - مؤسسه نشرآوران- ۱۳۸۳

## مصاحبه‌ها
- زندان و تحقیر برای نظر سنجی درباره مذاکره با آمریکا ایرنا
- جزئیات پرونده مرگ زهرا کاظمی از زبان رئیس کمیته تحقیق ایرنا
- جزئیات درگیری فیزیکی اژه ای و سحرخیز ایرنا
- شرایط کهریزکی صدای هاشمی شاهرودی را درآورد ایرنا
- سعید مرتضوی چگونه تهدید می‌کرد ایرنا
- از نفت غرضی تا ارشاد میرسلیم و خاتمی ایرنا
- دستور صفار هرندی توهم احمدی‌نژادایرنا
- شوک رد صلاحیت روزنامه شرق
- احیای انجمن صنفی روزنامه شرق
- حضور در شبکه های اجتماعی روزنامه اعتماد
- مدیر مطبوعاتی به روایت یک مدیر مطبوعاتی  وب سایت آفتاب